# 군통역
군통역 (중국어 정체자: 觀塘, 광둥어 예일: Gūntòng)은 홍콩 지하철 군통 선의 역이다. 1979년 10월 1일 군통 선이 처음 개통될 당시 동쪽 종착역으로 개업하였으며 1989년 람틴 역 개통으로 일반역이 되었다. 군통 지역에 자리해 있으며 람틴 역과 아우타우곡 역 사이에 위치해 있다.
군통 역은 군통 선의 다섯 개 지상역 중 하나이며, 아우타우곡 역, 가우룽완 역과 함께 역 구조가 고가 개방형식으로 되어 있다. 지상역이라는 특성상 스크린도어 설치가 어려웠기 때문에 항철공사 측은 2011년 가우룽완 역에 스크린도어를 설치하지 않는 대신 승강장 자동문을 설치하였다.
아파트 단지와는 조금 멀리 떨어져 있기 때문에 해당 단지의 입주민들은 다른 교통수단으로 군통 역까지 찾아온다. 군통 역 인근에는 쇼핑센터와 업무시설이 자리한 밀레니엄 시티 5라는 빌딩이 있으며 군통 역과 직결된다. 역 건물 지하에는 역 주변의 로터리에서 군통 로를 따라 오는 교통 흐름의 방향을 바꾸는 터널이 설치되어 있다.

## 역 구조

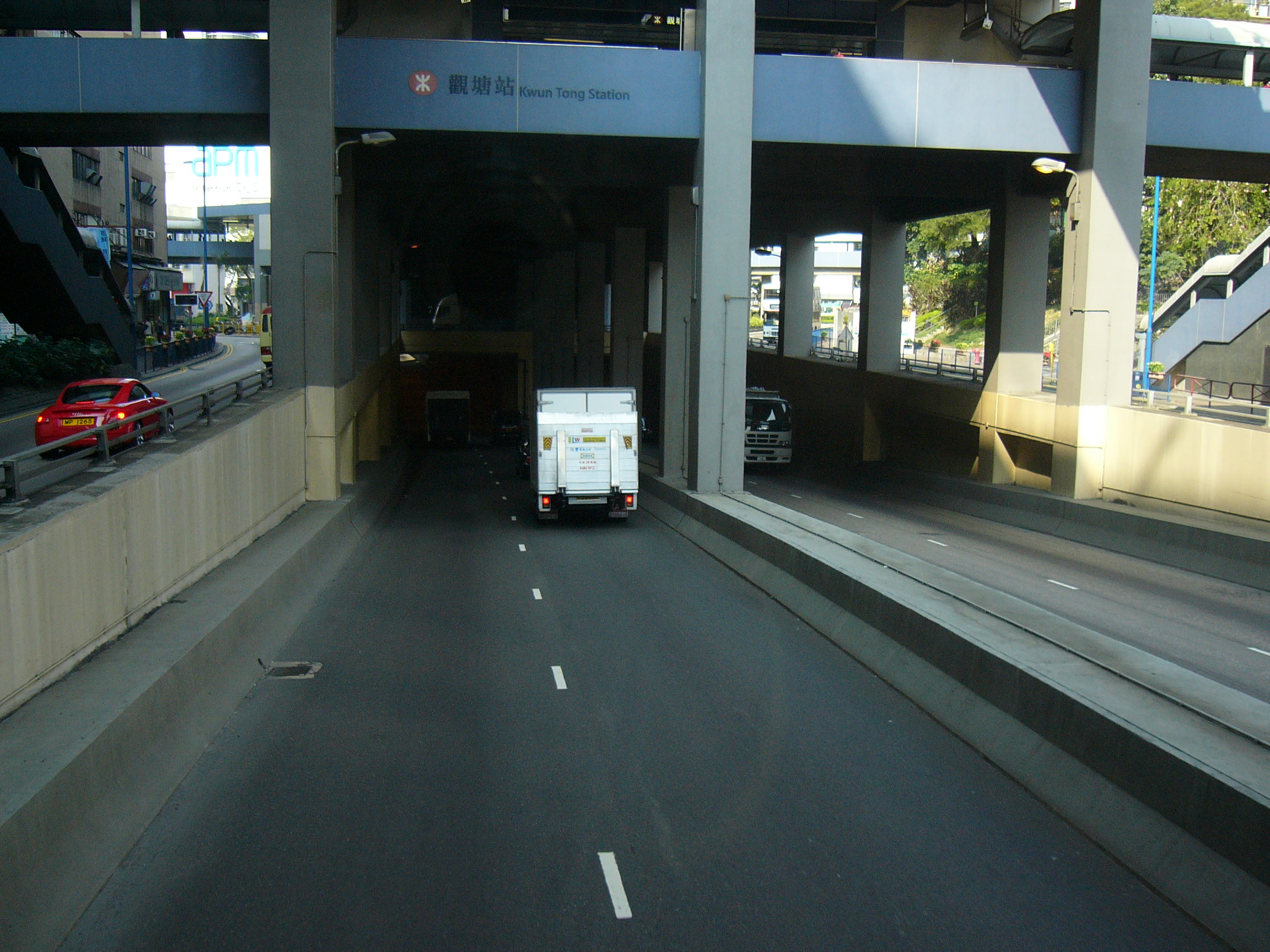
군통 역 지하 터널

1번과 2번 승강장이 하나의 섬식 승강장을 공유한 구조이다. 또 역 동쪽 부분이 굴곡져 있기 때문에 승강장과 열차 사이의 간격이 크다. 람틴 역이 개통되기 전에는 승강장 1에도 상행방면 열차가 섰다. 자정 이후에는 승강장 1이 군통 선 운행을 중단하고 가우룽완 차량기지 입고용으로만 사용된다.
| U2 승강장 | 승강장 1                   | → 군통선 티우겡렝 방면 (람틴) → |
| U2 승강장 | 섬식 승강장, 오른쪽문 열림 |                                 |
| U2 승강장 | 승강장 2                   | ← 군통선 웡보 방면 (아우타우곡) |
| U1        | 대합실                     | 고객서비스, MTR샵               |
| U1        | 대합실                     | 항셍은행, 자판기, ATM기         |
| U1        | 대합실                     | 옥토퍼스카드 홍보기기           |
| G         | 1층                        | 출입구                          |
| -         | -                          | 군통 로 터널                    |

## 출입구
- A1: 위만 광장
- A2: 밀레니엄 시티 5, APM 몰
- B1: 군통 페리 부두만
- B2: 군통 광장
- B3: 크로커다일 센터
- C1: 윗와 가
- C2: 레이위문 로
- C3: 힙오 가
- D1: 버스터미널
- D2: 힙오 가
- D3: 허위윈 로
- D4: 군통 산업센터[2]

## 대중교통

### 미니버스 노선
- 차궈렝 : 23B (A1출입구)
- 연합기독병원: 50 (A1출입구)
- 히우라이 법원/사우마우핑 상부: 34M (A1출입구)
- 홍리 법원 (크로커다일 힐): 36A (A1출입구)
- 록와 단지: 22M (A1출입구)
- 저이핑 단지: 59M (C3출입구)

### 버스 노선
- 힝틴 단지/가이틴 단지: 16M (D1 출입구)
- 보닷 단지/사우마우핑 단지: 13M (D1 출입구)
- 렉윈 단지/뉴타운 플라자 (사틴): 89
- 사곡 단지/폭홍 단지/사틴와이/다이와이: 89B
- 사틴 역/시티 원: 89X